# Flagsztok

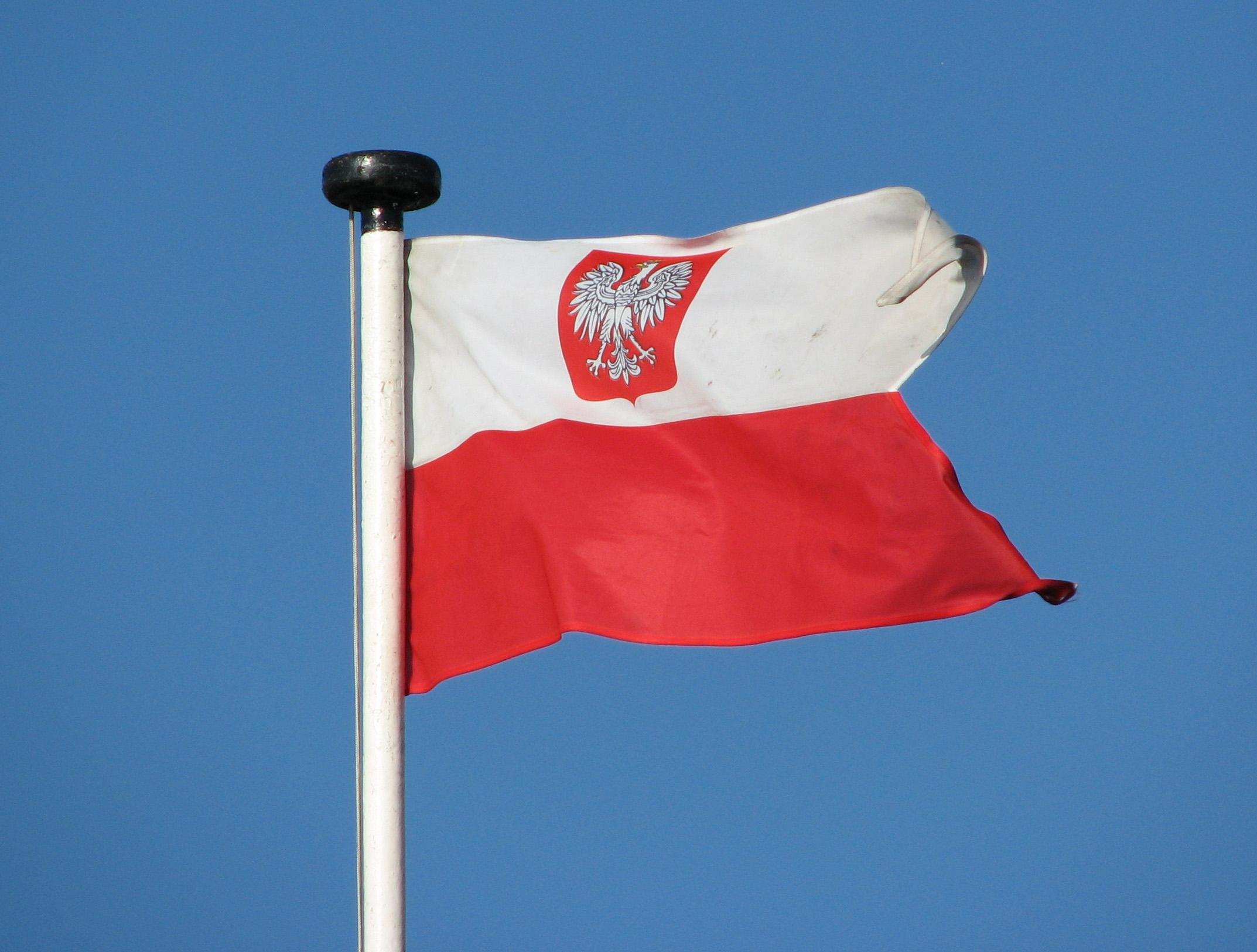
Polska bandera wojenna na flagsztoku rufowym okrętu.

Flagsztok (drążek flagowy) – drzewce na którym zawieszana jest bandera. Pięta flagsztoka na statku handlowym, okręcie wojennym czy jachcie żaglowym umieszczana jest najczęściej na rufie jednostki bądź topie bezanmasztu. Na topie flagsztoka znajduje się jabłko z otworem, poprzez który przechodzi flaglinka.